# Estadio Monumental de la UNSA
Das Estadio Monumental de la UNSA ist ein Fußballstadion mit Leichtathletikanlage in der peruanischen Stadt Arequipa. Es bietet Platz für 40.217 Zuschauer und ist die Heimspielstätte des Fußballvereins FBC Melgar.

## Geschichte
Das Estadio Monumental de la UNSA wurde in den Jahren 1991 bis 1993 erbaut. Nachdem es 1993 eröffnet wurde, dient es erst einmal der Universidad Nacional de San Agustín de Arequipa als Austragungsstätte für Wettkämpfe. Erst im Jahr 1995 fand das erste professionelle Fußballspiel im Estadio Monumental de la UNSA, das im Übrigen benannt ist nach der nahegelegenen Universität, statt. Hier standen sich der zukünftige Mieter des Stadions, der FBC Melgar, und Alianza Lima, gegenüber. Das Spiel endete mit einem 1:1-Unentschieden. Zwei Jahre später war das Stadion Austragungsort für die bolivarischen Spiele 1997. 
Anno 2003 beherbergte das Estadio Monumental de la UNSA das Finale der Copa Sudamericana, dem zweitwichtigsten kontinentalen Wettbewerb in Südamerika nach der Copa Libertadores. Im Finale von Arequipa setzte sich Club Sportivo Cienciano aus Cusco mit 1:0 gegen River Plate aus Argentinien durch, nachdem das Hinspiel in Buenos Aires mit 3:3 zu Ende gegangen war. Das Spiel fand nur hier statt, weil das Heimstadion von Cienciano, das Estadio Garcilaso de la Vega, gerade renoviert wurde. Ein Jahr später war das Estadio Monumental de la UNSA einer der Austragungsorte der Copa América, deren Austragung sich Peru sichern konnte. Bei dem Turnier fanden fünf Spiele in Arequipa statt. Für die Copa América wurde die Zuschauerkapazität des Stadions auf über 60.000 erhöht, um dem enormen Andrang gerecht zu werden. Nach Ende des Turniers wurde die Kapazität wieder herabgesetzt auf die noch heute geltenden 40.217 Plätze.